# Halterofilia en los Juegos Olímpicos de Londres 2012 – Menos de 75 kg femenino
El evento de menos de 75 kg femenino de halterofilia en los Juegos Olímpicos de Londres 2012 tuvo lugar el 3 de agosto en el Centro de Exposiciones ExCeL.

## Horario
Todos los horarios están en Tiempo Británico (UTC+1)
| Fecha               | Tiempo | Ronda   |
| ------------------- | ------ | ------- |
| 3 de agosto de 2012 | 12:30  | Grupo B |
| 3 de agosto de 2012 | 15:30  | Grupo A |

## Resultados
| Rank              | Atleta                      | Grupo | Peso corporal | Arrebato (kg) | Arrebato (kg) | Arrebato (kg) | Arrebato (kg) | Tirón (kg) | Tirón (kg) | Tirón (kg) | Tirón (kg) | Total |
| Rank              | Atleta                      | Grupo | Peso corporal | 1             | 2             | 3             | Resultado     | 1          | 2          | 3          | Resultado  | Total |
| ----------------- | --------------------------- | ----- | ------------- | ------------- | ------------- | ------------- | ------------- | ---------- | ---------- | ---------- | ---------- | ----- |
| Medalla de oro    | Lydia Valentín (ESP)        | A     | 74.39         | 115           | 115           | 120           | 120           | 140        | 145        | 148        | 145        | 265   |
| Medalla de plata  | Abeer Abdelrahman (EGY)     | A     | 74.60         | 112           | 116           | 118           | 118           | 140        | 148        | 151        | 140        | 258   |
| Medalla de bronce | Madias Nzesso (CMR)         | B     | 74.55         | 105           | 110           | 115           | 115           | 131        | 136        | 140        | 131        | 246   |
| 4                 | Ewa Mizdal (POL)            | A     | 70.58         | 100           | 102           | 104           | 104           | 127        | 132        | 133        | 127        | 231   |
| 5                 | Jaqueline Ferreira (BRA)    | B     | 74.12         | 95            | 100           | 102           | 102           | 121        | 126        | 128        | 128        | 230   |
| 6                 | María Fernanda Valdés (CHI) | B     | 74.70         | 96            | 100           | 100           | 96            | 120        | 127        | 131        | 127        | 223   |
| 7                 | Lim Ji-Hye (KOR)            | B     | 74.81         | 97            | 102           | 103           | 97            | 125        | 126        | 132        | 126        | 223   |
| 8                 | Thuraia Sobh (SYR)          | B     | 73.36         | 80            | 86            | 91            | 86            | 105        | 113        | 115        | 115        | 201   |
| 9                 | Khadija Mohammed (UAE)      | B     | 74.72         | 47            | 51            | 53            | 51            | 53         | 58         | 62         | 62         | 113   |
| —                 | Nadezhda Yevstyukhina (RUS) | A     | 74.23         | 125           | 125           | 125           | —             | —          | —          | —          | —          | —     |

## Nuevos récords
| Arrebato | 130 kg | Svetlana Podobedova (KAZ) | RO |
| Arrebato | 131 kg | Natalia Zabolotnaya (RUS) | RO |
| Tirón    | 155 kg | Natalia Zabolotnaya (RUS) | RO |
| Total    | 286 kg | Natalia Zabolotnaya (RUS) | RO |
| Tirón    | 156 kg | Svetlana Podobedova (KAZ) | RO |
| Tirón    | 160 kg | Natalia Zabolotnaya (RUS) | RO |
| Total    | 291 kg | Natalia Zabolotnaya (RUS) | RO |
| Tirón    | 161 kg | Svetlana Podobedova (KAZ) | RO |

## Casos de dopaje
En el verano de los Juegos Olímpicos de Río 2016, la Federación Internacional de Halterofilia anunció diversos casos de dopaje en los Juegos de Pekín 2008 y Londres 2012, dando como resultado que las tres ganadoras del evento en Londres, fueran descalificadas y se les retirase el título al dar positivo. Por ello, el 4º, 5º y 6º puesto pasaron a ocupar el pódium, dando a la española, Lydia Valentín, su primera medalla de oro olímpica, a la Egipcia, Abeer Abdelrahman, su primera medalla de plata, y la primera que consigue este país y a la camerunesa, Madias Nzesso, la medalla de bronce.